# Musée d'ethnographie et d'instruments à vent
 (septembre 2022).
Si vous disposez d'ouvrages ou d'articles de référence ou si vous connaissez des sites web de qualité traitant du thème abordé ici, merci de compléter l'article en donnant les références utiles à sa vérifiabilité et en les liant à la section « Notes et références ».
 (juin 2022).
Le Musée ethnographique et des instruments à vent (en italien, Museo Etnografico e dello Strumento Musicale a Fiato) est un musée situé à Quarna Sotto, dans la province de Verbano-Cusio-Ossola, dans le Piémont. 
La collection d'objets d'artisanat local commence à être établie dans les années 1960 par quelques passionnés. La première exposition permanente des objets collectés remonte à 1972, et en 1975, elle est déplacée dans deux locaux appartenant à la municipalité.
Le nouveau siège du musée est inauguré en juillet 1989.

## Histoire
La tradition artisanale de production d'instruments de musique à Quarna apparaît dans la première moitié du XIXe siècle, quand, au début du siècle, deux habitants de Quarna, Egidio Forni et Francesco Bonaventura Rampone, émigrent à Milan où ils apprennent le métier de tourneur sur bois d'instruments de musique, en 1847 ils reprirent l'activité de leur patron. À la mort de Forni, le nom de Rampone fut retenu. Sous la houlette de son neveu Agostino, flûtiste de La Scala, l'entreprise gagne en notoriété, l'atelier de production est transféré à Quarna Sotto et déployé auprès de familles locales qui, pour l'activation des machines nécessaires à la fabrication des instruments, peuvent utiliser l'énergie produite par les nombreux cours d'eau présents dans la région. L'entreprise existe toujours sous le nom de Rampone e Cazzani.
Parmi les premiers saxophones italiens figurent ceux produits à Quarna Sotto, certains de ces premiers modèles avec corps en bois sont exposés au musée.
Un ancien moulin à eau rénové en 1990 et toujours en activité situé non loin du musée appartient à son patrimoine.

## Parcours didactique
À l'étage inférieur du musée se trouve la partie ethnographique. Des pièces de maisons locales sont reconstituées, ainsi qu'une boutique de cordonnier. 
L'étage supérieur du musée abrite la collection d'instruments de musique à vent en bois et en métal produits à Quarna et exportés dans le monde entier. Outre l'explication de toutes les étapes nécessaires à la réalisation d'un instrument fini, des instruments rares comme les sarrussophones et des instruments fabriqués sur commande sont exposés.